# Elecciones provinciales de Santiago del Estero de 1924
Las elecciones provinciales de Santiago del Estero de 1924 tuvieron lugar el domingo 14 de septiembre del mencionado año, con el objetivo objetivo de restaurar la autonomía de la provincia después de la intervención federal realizada el 12 de febrero del mismo.

## Cargos a elegir
| Sección | Departamentos                                               | A elegir  | A elegir  | A elegir |
| Sección | Departamentos                                               | Electores | Diputados |          |
| ------- | ----------------------------------------------------------- | --------- | --------- | -------- |
| 1.ª     | - Capital - Robles                                          | 3         | 3         |          |
| 2.ª     | - Banda - Matará - Sarmiento                                | 3         | 3         |          |
| 3.ª     | - Río Hondo - Guasayán - Choya                              | 3         | 3         |          |
| 4.ª     | - Loreto - Atamisqui - San Martín - Silípica                | 3         | 3         |          |
| 5.ª     | - Salavina - Quebrachos - Ojo de Agua - Mitre               | 3         | 3         |          |
| 6.ª     | - Figueroa - Moreno - Copo - Pellegrini - Alberdi - Jiménez | 3         | 3         |          |
| 7.ª     | - 28 de Marzo - Avellaneda - Belgrano - Aguirre - Rivadavia | 2         | 2         |          |
| Total   | Total                                                       | 20        | 20        |          |

## Resultados

### Gobernador
| Candidato      | Partido        | Partido                               | Votos  | %     | Electores |
| -------------- | -------------- | ------------------------------------- | ------ | ----- | --------- |
| Domingo Medina |                | Unión Cívica Radical Unificada        | 19.040 | 55,92 | 13/20     |
|                |                | Unión Cívica Radical                  | 14.015 | 41,16 | 7/20      |
|                |                | Unión Cívica Radical Antipersonalista | 840    | 2,47  |           |
|                |                | Partido Socialista                    | 152    | 0,45  |           |
| Total de votos | Total de votos | Total de votos                        | 34.047 | 100   |           |
| Fuente:        |                |                                       |        |       |           |

#### Resultados por sección
| Sección | UCRU   | UCRU  | UCRU | UCR    | UCR   | UCR | UCRA  | UCRA | UCRA | PS    | PS   | PS  | Total  |
| Sección | Votos  | %     | El.  | Votos  | %     | El. | Votos | %    | El.  | Votos | %    | El. | Total  |
| ------- | ------ | ----- | ---- | ------ | ----- | --- | ----- | ---- | ---- | ----- | ---- | --- | ------ |
| 1.ª     | 4.289  | 59,60 | 2    | 2.807  | 39,01 | 1   | 61    | 0,85 | —    | 39    | 0,54 | —   | 7.196  |
| 2.ª     | 2.978  | 55,37 | 2    | 2.260  | 42,02 | 1   | 71    | 1,32 | —    | 69    | 1,28 | —   | 5.378  |
| 3.ª     | 2.263  | 46,45 | 1    | 2.503  | 51,38 | 2   | 83    | 1,70 | —    | 23    | 0,47 | —   | 4.872  |
| 4.ª     | 2.519  | 56,02 | 2    | 1.607  | 35,73 | 1   | 358   | 7,96 | —    | 13    | 0,29 | —   | 4.497  |
| 5.ª     | 1.210  | 52,75 | 2    | 1.084  | 47,25 | 1   | —     | —    | —    | —     | —    | —   | 2.294  |
| 6.ª     | 2.617  | 51,19 | 2    | 2.230  | 43,62 | 1   | 264   | 5,16 | —    | 1     | 0,02 | —   | 5.112  |
| 7.ª     | 3.164  | 67,35 | 2    | 1.524  | 32,44 | —   | 3     | 0,06 | —    | 7     | 0,15 | —   | 4.698  |
| Total   | 19.040 | 55,92 | 13   | 14.015 | 41,16 | 7   | 840   | 2,47 | 0    | 152   | 0,45 | 0   | 34.047 |

### Cámara de Diputados
| Partido        | Partido                               | Votos  | %     | Bancas |
| -------------- | ------------------------------------- | ------ | ----- | ------ |
|                | Unión Cívica Radical Unificada        | 18.022 | 52,39 | 13/20  |
|                | Unión Cívica Radical                  | 14.171 | 41,19 | 7/20   |
|                | Unión Cívica Radical Antipersonalista | 814    | 2,37  |        |
|                | Partido Socialista                    | 164    | 0,48  |        |
|                | Partido Comunista                     | 36     | 0,10  |        |
|                | Independientes                        | 1.194  | 3,47  |        |
| Total de votos | Total de votos                        | 34.401 | 100   |        |
| Fuente:        |                                       |        |       |        |

#### Resultados por sección
| Sección | UCRU   | UCRU  | UCRU   | UCR    | UCR   | UCR    | UCRA  | UCRA | PS    | PS   | PC    | PC   | Indep. | Indep. | Total  |
| Sección | Votos  | %     | Bancas | Votos  | %     | Bancas | Votos | %    | Votos | %    | Votos | %    | Votos  | %      | Total  |
| ------- | ------ | ----- | ------ | ------ | ----- | ------ | ----- | ---- | ----- | ---- | ----- | ---- | ------ | ------ | ------ |
| 1.ª     | 4.268  | 59,24 | 2      | 2.796  | 38,81 | 1      | 65    | 0,90 | 47    | 0,65 | 29    | 0,40 | —      | 0,00   | 7.205  |
| 2.ª     | 2.977  | 54,49 | 2      | 2.323  | 42,52 | 1      | 88    | 1,61 | 69    | 1,26 | 6     | 0,11 | —      | 0,00   | 5.463  |
| 3.ª     | 2.247  | 46,12 | 1      | 2.505  | 51,42 | 2      | 95    | 1,95 | 25    | 0,51 | —     | 0,00 | —      | 0,00   | 4.872  |
| 4.ª     | 2.503  | 51,95 | 2      | 1.709  | 35,47 | 1      | 372   | 7,72 | 14    | 0,29 | —     | 0,00 | 220    | 4,57   | 4.818  |
| 5.ª     | 1.225  | 52,87 | 2      | 1.091  | 47,09 | 1      | —     | 0,00 | 1     | 0,04 | —     | 0,00 | —      | 0,00   | 2.317  |
| 6.ª     | 2.616  | 51,99 | 2      | 2.224  | 44,20 | 1      | 191   | 3,80 | 1     | 0,02 | —     | 0,00 | —      | 0,00   | 5.032  |
| 7.ª     | 2.186  | 46,57 | 2      | 1.523  | 32,45 | —      | 3     | 0,06 | 7     | 0,15 | 1     | 0,02 | 974    | 20,75  | 4.694  |
| Total   | 18.022 | 52,39 | 13     | 14.171 | 41,19 | 7      | 814   | 2,37 | 164   | 0,48 | 36    | 0,10 | 1.194  | 3,47   | 34.401 |